# Dawid Rubinowicz
(Dawid Rubinowicz)
Dawid Rubinowicz (Kielce, 27 luglio 1927 – campo di sterminio di Treblinka, 22 settembre 1942) è stato uno scrittore polacco di origine ebraica, vittima dell'Olocausto. È autore di un celebre diario.

## Biografia
Figlio di una modesta famiglia ebraica di lattai crebbe nel villaggio di Krajno (frazione agricola di Bodzentyn, nel Voivodato della Santacroce, nella Polonia centrale). Come gli altri ebrei polacchi, dopo l'invasione tedesca del 1939, subì le pesanti discriminazioni imposte dal nazismo, venendo costretto a lasciare la scuola ed affrontando enormi difficoltà nella vita quotidiana.
Con l'intensificarsi delle misure repressive fu costretto, insieme alla sua famiglia, a trasferirsi nella cittadina capoluogo ed è lì che compose il suo diario.
Nel giugno del 1942, in attuazione del piano della "soluzione finale", le autorità di occupazione ordinarono l'inizio della deportazione verso i campi di concentramento degli ebrei del distretto di Radom. Tra il 15 e il 21 settembre 1942, l'intera popolazione ebraica del ghetto di Bodzentyn (circa 5,000 persone) fu sgomberata con un trasferimento forzato a piedi verso la stazione ferroviaria di Suchedniów (a circa 25 km di distanza). Il 21 settembre partirono i vagoni piombati che giunsero l'indomani alla destinazione: il campo di sterminio di Treblinka, dove, verosimilmente, Dawid fu ucciso con la sua famiglia in una camera a gas poche ore dopo il suo arrivo.

## Il diario
Dawid Rubinowicz compose i suoi appunti, ordinati per data, su cinque quaderni scolastici (il primo appartenuto alla sorella Mania, come riportato sulla copertina). Gli scritti, a cadenza irregolare, vanno dal 21 marzo 1940 fino al 1º giugno 1942. È possibile per tanto che il testo, che risulta interrotto all'improvviso alla fine del quinto quaderno, proseguisse in un sesto quaderno (che probabilmente Dawid portò con sé, quando venne deportato, ed è andato perduto).
Il testo, in una lingua polacca tipicamente campagnola, si presenta piuttosto scorrevole ma assai preciso nel descrivere i terribili avvenimenti che l'autore stava vivendo. Rispetto al più conosciuto Diario di Anna Frank mancano quasi del tutto le profonde considerazioni psicologiche e poetiche: solo raramente traspaiono i sentimenti del ragazzo mentre riporta, con una maturità precoce, una precisa documentazione della tragedia di una comunità ebraica rurale.
Più di un milione di bambini ebrei perirono nell'Olocausto. Solo un piccolo numero di loro scrisse un diario e pochissimi sono quelli il cui diario ci sia pervenuto. Per quanto ogni diario non rifletta che alcuni frammenti nella vita dell'autore, presi complessivamente essi ci danno un quadro vivo e diretto della realtà complessa che i bambini dell'Olocausto si trovarono ad affrontare, un'esperienza spesso tragicamente conclusasi con la morte. Dawid Rubinowicz e Ruthka Leiblich sono le uniche voci di bambini rimasteci da piccole comunità rurali della Polonia al tempo dell'Olocausto.

## Il ritrovamento e la pubblicazione
Dopo la fine della Seconda guerra mondiale la casa che aveva ospitato i Rubinowicz, passata nella proprietà del Municipio, fu occupata da famiglie di polacchi rimasti senza abitazione ed i Diari finirono in una soffitta. Fu lì che nell'agosto 1957 Artemiusz Wołczyk e la moglie Helena li ritrovarono, intuendo subito quanto fosse prezioso il testo si impegnarono per farlo conoscere. Molti brani furono diffusi, a partire dall'ottobre 1957 su una radio locale e nel 1959 la giornalista Maria Jarochowska si recò a Bodzentyn per incontrare i Wolczyk e raccogliere documentazione.
Nel 1960 vide la luce la prima edizione polacca del Diario di Dawid Rubinowicz, seguita negli anni da edizioni in svariate lingue. Alla fine degli anni cinquanta, i diari di Moshe Flinker, Dawid Rubinowicz e Dawid Sierakowiak furono i primi di giovani testimoni dell'Olocausto europeo ad essere riscoperti e pubblicati, dopo quelli di Mary Berg (1944-45) e Anna Frank (1947).
Il Diario di Dawid Rubinowicz è reso immediatamente disponibile in lingua italiana già del 1960 da Einaudi per la traduzione di Franco Lucentini e Ibio Paolucci; anche in Italia la sua pubblicazione segue quella dei diari di Mary Berg (avvenuta nel 1946) e Anna Frank (nel 1954). I diari di Flinker e Sierakowiak invece appariranno in lingua italiana solo negli anni novanta.

## Edizioni del Diario di Dawid Rubinowicz
- Pamiętnik Dawida Rubinowicza (testo originale in lingua polacca), Warszawa: Książka i Wiedza, 1960.
  - דאס טאָג־בוך פון דוד רובינאָביטש (trad. in lingua yiddish di D. Sfard), Warszawa: Ksianzshko, Viedza, 1960.
  - Das Tagebuch des David Rubinowicz (trad. in lingua tedesca di Wanda Bronska-Pampuch), Frankfurt am Main: S. Fischer Verlag, 1960.
  - Dagboek van David Rubinowicz (trad. in lingua olandese di Hans Petrus van den Aardweg), Amsterdam: Strengholt, 1960.
  - Il diario di Dawid Rubinowicz (trad. in lingua italiana di Franco Lucentini e Ibio Paolucci), Torino: Einaudi, 1960. / Nuova ed. 2000 - ISBN 88-06-15408-7.
  - Journal d'un enfant juif (trad. in lingua francese di Georges Lisowski), Paris:  R. Laffont, 1960.
  - Dawids dagbog (trad. in lingua danese di Else Westh Neuhard), Copenhagen: Jespersen og Pio, 1960.
  - Davids dagbok (trad. in lingua norvegese di Gerd Hoff e Wanda Øgrim), Oslo : Dreyer, 1960.
  - Davids dagbok (trad. in lingua svedese di Mira Teeman), Stockholm: Bonnier, 1960.
  - Pojan muistivihk (trad. in lingua finnica di Tuomas Anhava), Helsinki: Kustannusosakeyhtiö Tammi, 1960
  - ダヴィドの日記 (trad. in lingua giapponese di Shōichi Kimura), Tōkyō : Chikuma Shobō, 1961.
  - Dawid Rubinowicz naplója (trad. in lingua ungherese), Budapest: Európa, 1961.
  - Diario de un niño judío (trad. in lingua spagnola di José Emilio Pacheco, María Gitta Sten e Oscar Perlin), Mexico: Ediciones Era, 1962.
  - יומנו של הנער דוד רבינוביץ (trad. in lingua ebraica di Sara Shner-Nishmit), Tel-Aviv: Haq-qibbūṣ ham-me'ūḥād, 1964.
  - The Diary of David Rubinowicz (trad. in lingua inglese di Derek Bowman), Edinburgh: W. Blackwood, 1981.
  - Ŝodennik Davida Rubìnoviča (trad. in lingua ucraina di Anatolìj Šarij), Kiïv : Deržavne gosprozrahunkove polìgrafìčno-vidavniče pìdprièmstvo "Zovnìštorgvidav Ukraïni", 2009.

### Adattamenti cinematografici
Dai Diari di Dawid Rubinowicz sono stati tratti un film e due documentari.
- Das Tagebuch des Dawid Rubinowicz, regia di Charlotte Niemann (1965)
- Dawids Tagebuch, regia di Konrad Weiß (1980)
- I'm Still Here: Real Diaries of Young People Who Lived During the Holocaust, film TV, regia di Lauren Lazin (2005)